# Benjamin Lay
Benjamin Lay (26 de gener de 1682 - 8 de febrer de 1759) va ser un escriptor, granger i activista d'origen anglès. Nascut a Copford, Essex, en el si d'una família quàquer, inicialment va fer un aprenentatge com a fabricant de guants abans de fugir a Londres i trobar feina com a mariner. El 1718, Lay es va traslladar a la colònia britànica de Barbados, que funcionava amb una economia de plantació que depenia del treball esclau. Mentre treballava com a comerciant, la seva sorpresa pel tractament brutal dels esclaus a Barbados va portar a Lay a desenvolupar principis abolicionistes per a tota la vida, que es van veure reforçats pels seus ideals humanitaris i les seves creences quàqueres.
Lay es va traslladar posteriorment a la província de Pensilvània a l'Amèrica del Nord britànica, vivint a Filadèlfia abans d'establir-se a Abington amb la seva dona Sarah Smith Lay, que també era quàquer i compartia les seves creences humanitàries i abolicionistes. Operant una petita granja que produïa fruita, lli i llana, es va negar a consumir qualsevol producte fet amb treball esclau i va viure un estil de vida frugal i vegetarià, que va continuar després de la mort de Sarah el 1735. Lay fou geperut amb un pit sobresortint i feia uns quatre peus d'alçada, per això es referien a ell com a "Little Benjamin".
Lay també va ser un escriptor prolífic, va escriure llibres i pamflets que defensaven l'abolició de l'esclavitud. El seu llibre de 1737 All Slave-Keepers That Keep the Innocent in Bondage: Apostates va ser una de les primeres obres abolicionistes publicades a les Tretze Colònies. Lay va desenvolupar una relació hostil amb els quàquers nord-americans, molts dels quals posseïen esclaus. Sovint interrompia les reunions dels quàquers amb manifestacions extravagants per protestar contra la seva implicació en l'esclavitud. Lay va morir a principis de 1759, i les seves opinions contra l'esclavitud anirien inspirant els successius abolicionistes nord-americans.

## Primers anys de vida
Benjamin Lay va néixer el 1682 de pares quàquers a Copford, prop de Colchester, Anglaterra.:11Després de treballar com a granger i pastor, més tard com a aprenent de fabricant de guants, Lay va fugir a Londres i es va convertir en mariner als 21 anys. Més tard va tornar a Anglaterra i es va casar amb Sarah Smith el 1718.
El 1718, Lay es va traslladar a Barbados com a comerciant. Aviat, els seus principis abolicionistes, alimentats pel seu radicalisme quàquer, el van fer impopular entre aquells companys residents que es van beneficiar de l'esclavitud i el tràfic de persones. El 1731, Lay va emigrar a la província de Pennsilvània, instal·lant-se primer a Filadèlfia (en el que ara és el barri d'Olney), i més tard a Abington. A Abington, va ser un dels primers i més zelosos opositors de l'esclavitud, en una època en què els quàquers encara no estaven organitzats en oposició a l'esclavitud. En una ocasió, Lay va portar una bufeta d'animal plena de suc de raïm de moro vermell sota el seu abric per fer una protesta.
Lay es va aixecar amb prou feines més de quatre peus d'alçada, referint-se a ell mateix com "El petit Benjamí". Era un geperut amb un pit sobresortint i els seus braços eren tan llargs com les cames. Lay es va convertir en vegetarià després de matar una marmota que havia arrasat el seu jardí. Havia clavat les seves parts del cos a les cantonades del seu jardí. Va sentir remordiment per l'incident i després de llegir les obres de Thomas Tyron es va declarar vegetarià i va recomanar una vida rural tranquil·la basada en "l'harmonia i la unitat" amb el món. Lay va arribar a veure una presència divina panteista de Déu en tots els éssers vius. Es va oposar a la pena de mort en tots els casos.
Com a vegetarià; menjava fruites, mel i verdures, i només bevia llet i aigua. Va plantar pomeres, presseguers i noguers i va gestionar un gran apiari. La mel era un element bàsic de la seva dieta, i mai va matar les abelles. També conreava patates, raves i carabassa. El seu menjar preferit eren els "naps bullits i després rostits".
Lay va crear la seva pròpia roba per boicotejar totes les mercaderies produïdes per l'explotació d'altres, inclosos els animals. Es va negar a utilitzar la llana d'ovella i només portava peces de lli. Negant-se a participar en el que descrivia als seus tractats com una societat degradada, hipòcrita, tirànica i fins i tot demoníaca, Lay es va comprometre amb un estil de vida d'autosustentació gairebé completa després de la mort de la seva estimada dona. Vivint al camp de Pensilvània en una cova amb una entrada exterior adjunta, Lay va cultivar arbres fruiters i va filar el lli que va fer créixer per a ell mateix. Dins de la cova va guardar la seva biblioteca: dos-cents llibres de teologia, biografia, història i poesia.
Va publicar més de 200 pamflets, la majoria dels quals eren polèmiques apassionades contra diverses institucions socials de l'època, especialment l'esclavitud, la pena capital, el sistema penitenciari, l'elit quàquera de Pensilvània, etcètera.

## Abolicionisme

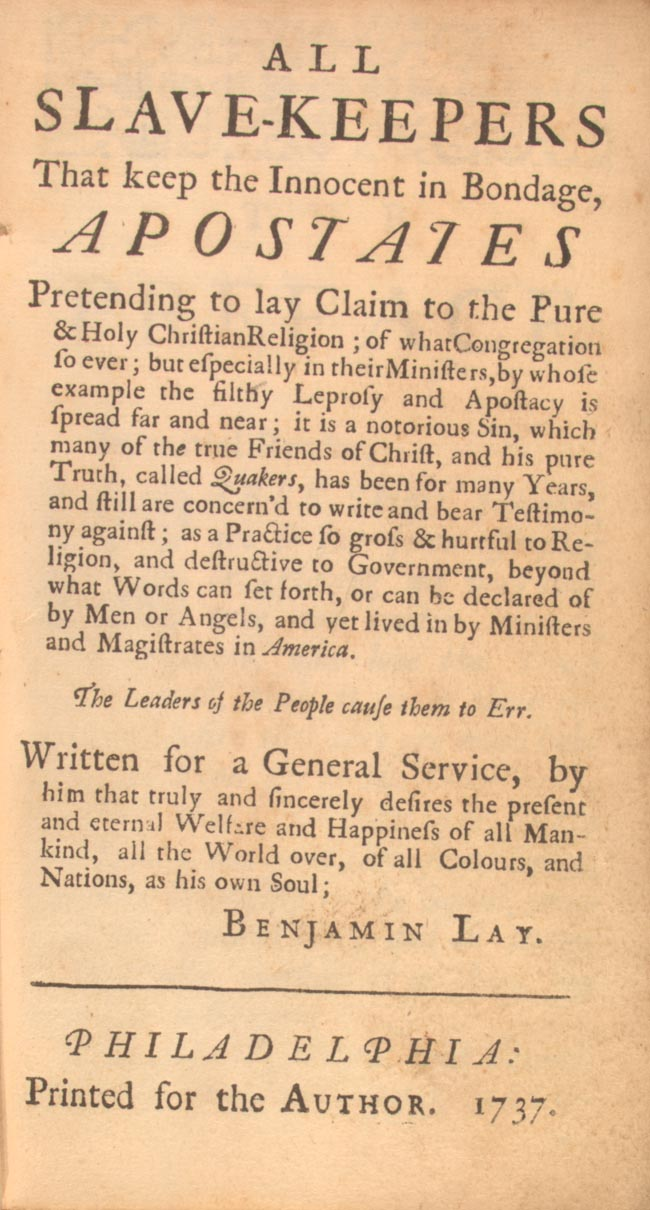
Condemna contra l'esclavitud per Benjamin Lay, 1737

Va començar a defensar l'abolició de l'esclavitud quan, a Barbados, va veure com un home esclau se suïcidava en lloc de ser colpejat de nou pel seu amo. La seva apassionada enemistat de l'esclavitud va ser parcialment alimentada per les seves creences quàqueres. Lay va fer diverses manifestacions dramàtiques contra la pràctica. Una vegada es va quedar fora d'una reunió de quàquers a l'hivern sense abric i almenys un peu nu i a la neu. Quan un vianant va expressar preocupació per la seva salut, va dir que els esclaus es feien treballar a l'aire lliure a l'hivern vestit com ell. En una altra ocasió, va segrestar temporalment el fill dels propietaris d'esclaus, per mostrar-los com se sentien els africans quan els seus familiars van ser venuts a l'estranger.
A Burlington, Nova Jersey, a la reunió anual dels quàquers de Filadèlfia de 1738, vestit de soldat, va concloure una diatriba contra l'esclavitud, citant la Bíblia dient que tots els homes haurien de ser iguals sota Déu, enfonsant una espasa en una bíblia que contenia una bufeta de suc de raïm de moro vermell sang, que esquitxava sobre els espectadors més pròxims.

## Amistat amb Benjamin Franklin
Benjamin Franklin havia imprès el llibre de Lay All Slave Keepers That keep the Innocent in Bondage, Apostates, una polèmica contra l'esclavitud, i el va vendre per dos xílings la còpia, vint xílings la dotzena. Va visitar regularment en els darrers anys de Lay, després que Lay s'hagués convertit en ermità. Aleshores Franklin era propietari d'un esclau amb el nom de Joseph i el 1750 tenia dos esclaus més, Peter i Jemima. Lay el va pressionar per la seva justificació: "Amb quin dret?" L'abril de 1757, Franklin va redactar el seu nou testament en el qual va prometre a Peter i Jemima que serien alliberats després de la seva mort.
Com a regal al seu marit, la dona de Franklin, Deborah Read, va encarregar a William Williams que pintés un retrat de Benjamin Lay (retratat a dalt). Aquest retrat era conegut al segle XVIII, però va desaparèixer fins que es va vendre a una subhasta el 1977 per quatre dòlars, restaurat pels conservadors del Museu Winterthur i posteriorment venut a la National Portrait Gallery de Washington, DC. :123–125

## Mort i llegat
Benjamin Lay va morir a Abington, Pennsilvània, el 1759. El seu llegat va continuar inspirant el moviment abolicionista durant generacions. Al llarg de principis i mitjans del segle XIX, era habitual que els quàquers abolicionistes tinguessin imatges de Lay a les seves cases. Benjamin Lay va ser enterrat al cementeri d'Abington Friends Meeting en una tomba de la qual es desconeix la ubicació exacta, però al costat de la casa de reunions i al costat de l'Abington Friends School a Jenkintown, Pennsilvània. El 2012, durant el breu campament del moviment Occupy a Jenkintown, els manifestants van rebatejar simbòlicament la plaça de la ciutat de Jenkintown com "Benjamin Lay Plaza".

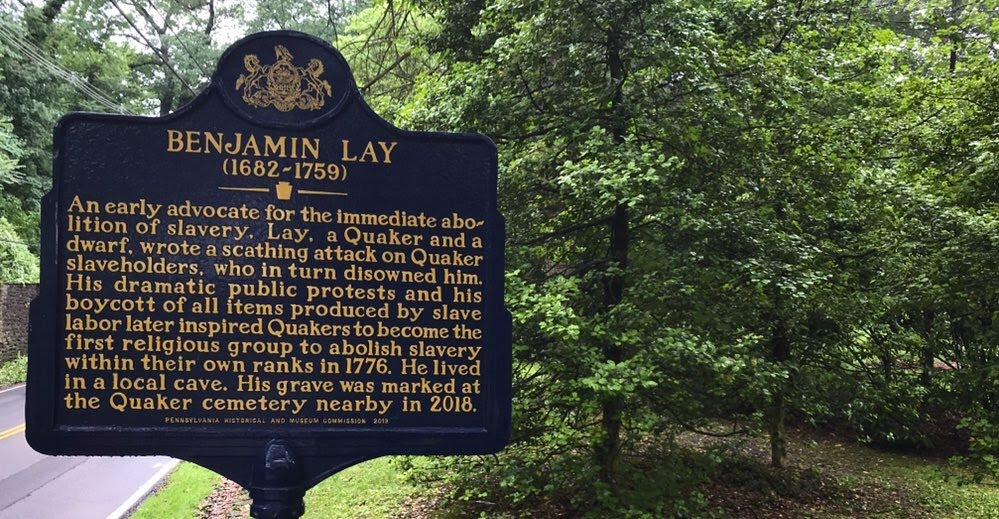
Marcador històric de Benjamin Lay col·locat per la Comissió d'Història i Museus de Pennsilvània prop del centre de reunions dels Amics d'Abington.

El 2018, la Comissió d'Història i Museus de Pensilvània va erigir un marcador històric a Abington commemorant Lay. El 21 d'abril de 2018, la reunió d'Amics d'Abington va donar a conèixer una sepultura de Benjamin i Sarah Lay al seu cementiri.
Quatre reunions de quàquers van renegar de Lay per la seva incòmoda campanya. El 2018, la reunió de l'àrea del sud-est d'Anglia, que forma part de la reunió anual de la Gran Bretanya, es va convertir en l'última de les quatre a "renegar-lo". Els altres van ser la reunió mensual d'Abington i la reunió anual de Filadèlfia als EUA i la reunió de l'àrea del nord de Londres a la Gran Bretanya.
La sala Benjamin Lay de Friends House, Londres, Regne Unit, porta el seu nom.
The Fearless Benjamin Lay: The Quaker Dwarf Who Became the First Revolutionary Abolitionist és un llibre sobre Lay escrit per Marcus Rediker i publicat per Verso Books l'1 de setembre de 2017.

## Publicacions seleccionades
- https://benjaminlay.org contains an online edition of Benjamin Lay's 1738 book, All Slave-Keepers: Apostates!
- Rigby, Nic «Benjamin Lay: The Quaker dwarf who fought slavery». , 10-02-2018.
- Bankard, Bob. «The Story of Benjamin Lay (includes physical description)». Arxivat de l'original el 2010-05-11.
- Cole, Wilford P. Winterthur Portfolio, 4, 1968, pàg. 34–46. DOI: 10.1086/495772. JSTOR: 1180484. Text on Lay (13 pages)